# Lijst van voetbalinterlands Liberia - Senegal
Deze lijst van voetbalinterlands is een overzicht van alle officiële voetbalwedstrijden tussen de nationale teams van Liberia en Senegal. De landen speelden tot op heden zeventien keer tegen elkaar. De eerste ontmoeting was een kwalificatiewedstrijd voor de Afrika Cup 1968 op 2 augustus 1967 in Dakar. Het laatste duel, een kwalificatiewedstrijd voor het African Championship of Nations 2024, werd gespeeld in de Senegalese hoofdstad op 28 december 2024.

## Wedstrijden
| №  | Plaats   | Datum            | Competitie                                        | Wedstrijd         | Uitslag |
| -- | -------- | ---------------- | ------------------------------------------------- | ----------------- | ------- |
| 1  | Dakar    | 2 augustus 1967  | Afrika Cup 1968 kwalificatie                      | Senegal − Liberia | 4 − 1   |
| 2  | Monrovia | 15 november 1967 | Afrika Cup 1968 kwalificatie                      | Liberia − Senegal | 1 − 1   |
| 3  | Monrovia | 1 februari 1979  | Vriendschappelijk                                 | Liberia − Senegal | 1 − 1   |
| 4  | Monrovia | 22 januari 1995  | Afrika Cup 1996 kwalificatie                      | Liberia − Senegal | 1 − 1   |
| 5  | Dakar    | 30 juli 1995     | Afrika Cup 1996 kwalificatie                      | Senegal − Liberia | 3 − 0   |
| 6  | Monrovia | 10 oktober 2004  | WK 2006 kwalificatie                              | Liberia − Senegal | 0 − 3   |
| 7  | Dakar    | 26 maart 2005    | WK 2006 kwalificatie                              | Senegal − Liberia | 6 − 1   |
| 8  | Monrovia | 15 juni 2008     | WK 2010 kwalificatie                              | Liberia − Senegal | 2 − 2   |
| 9  | Dakar    | 21 juni 2008     | WK 2010 kwalificatie                              | Senegal − Liberia | 3 − 1   |
| 10 | Dakar    | 2 juni 2012      | WK 2014 kwalificatie                              | Senegal − Liberia | 3 − 1   |
| 11 | Monrovia | 16 juni 2013     | WK 2014 kwalificatie                              | Liberia − Senegal | 0 − 2   |
| 12 | Monrovia | 28 juli 2019     | African Championship of Nations 2020 kwalificatie | Liberia − Senegal | 1 − 0   |
| 13 | Dakar    | 3 augustus 2019  | African Championship of Nations 2020 kwalificatie | Senegal −Liberia  | 3 − 0   |
| 14 | Monrovia | 24 juli 2022     | African Championship of Nations 2022 kwalificatie | Liberia − Senegal | 0 − 3   |
| 15 | Dakar    | 30 juli 2022     | African Championship of Nations 2022 kwalificatie | Senegal − Liberia | 1 − 2   |
| 16 | Monrovia | 22 december 2024 | African Championship of Nations 2024 kwalificatie | Liberia − Senegal | 1 − 1   |
| 17 | Dakar    | 28 december 2024 | African Championship of Nations 2024 kwalificatie | Senegal − Liberia | 3 − 0   |

## Samenvatting
| Competitie                                   | Totaal gespeeld | Winst Liberia | Gelijk | Winst Senegal | Doelsaldo Liberia – Senegal |
| -------------------------------------------- | --------------- | ------------- | ------ | ------------- | --------------------------- |
| WK-kwalificatie                              | 6               | 0             | 1      | 5             | 5 − 19                      |
| Afrika Cup-kwalificatie                      | 4               | 0             | 2      | 2             | 3 − 9                       |
| African Championship of Nations-kwalificatie | 6               | 2             | 1      | 3             | 4 − 11                      |
| Vriendschappelijk                            | 1               | 0             | 1      | 0             | 1 − 1                       |
| Totaal                                       | 17              | 2             | 5      | 10            | 13 − 40                     |

LFA · Liberiaans vrouwenelftal
Interlands
Tegenstander:
Algerije ·
Angola ·
Benin ·
Botswana ·
Burkina Faso ·
Burundi ·
Centraal-Afrikaanse Republiek ·
Colombia ·
Congo-Brazzaville ·
Congo-Kinshasa ·
Djibouti ·
Egypte ·
Equatoriaal-Guinea ·
Ethiopië ·
Gabon ·
Gambia ·
Ghana ·
Guinee ·
Guinee-Bissau ·
Indonesië ·
Irak ·
Ivoorkust ·
Kaapverdië ·
Kameroen ·
Kenia ·
Lesotho ·
Libië ·
Madagaskar ·
Malawi ·
Maleisië ·
Mali ·
Marokko ·
Mauritanië ·
Mauritius ·
Mexico ·
Namibië ·
Niger ·
Nigeria ·
Oeganda ·
Oman ·
Papoea-Nieuw-Guinea ·
Rwanda ·
Sao Tomé en Principe ·
Senegal ·
Sierra Leone ·
Soedan ·
Tanzania ·
Thailand ·
Togo ·
Tsjaad ·
Tunesië ·
Zambia ·
Zimbabwe ·
Zuid-Afrika
FSF · 
A-internationals · 
Bondscoaches · Selecties · Senegalees vrouwenelftal · 
Olympisch elftal
1960 – 1969 · 
1970 – 1979 · 
1980 – 1989 · 
1990 – 1999 · 
2000 – 2009 · 
2010 – 2019 · 
2020 – 2029
WK 2002 · 
WK 2018 ·
WK 2022
OS 2012
1959 · 
1960 · 
1961 · 
1962 · 
1963 · 
1964 · 
1965 · 
1966 · 
1967 · 
1968 · 
1969 · 
1970 · 
1971 · 
1972 · 
1973 · 
1974 · 
1975 · 
1976 · 
1977 · 
1978 · 
1979 · 
1980 · 
1981 · 
1982 · 
1983 · 
1984 · 
1985 · 
1986 · 
1987 · 
1988 · 
1989 · 
1990 · 
1991 · 
1992 · 
1993 · 
1994 · 
1995 · 
1996 · 
1997 · 
1998 · 
1999 · 
2000 · 
2001 · 
2002 · 
2003 · 
2004 · 
2005 · 
2006 · 
2007 · 
2008 · 
2009 · 
2010 · 
2011 · 
2012 · 
2013 · 
2014 ·
2015 ·
2016 ·
2017 ·
2018 ·
2019 ·
2020 ·
2021 ·
2022 ·
2023
Algerije ·
Angola ·
Benin ·
Bolivia ·
Bosnië en Herzegovina ·
Botswana ·
Brazilië ·
Burkina Faso ·
Burundi ·
Centraal-Afrikaanse Republiek ·
Chili ·
China ·
Colombia · 
Congo-Brazzaville ·
Congo-Kinshasa ·
Denemarken ·
Ecuador ·
Egypte ·
Engeland ·
Equatoriaal-Guinea ·
Eritrea ·
Ethiopië ·
Frankrijk ·
Gabon ·
Gambia ·
Ghana ·
Griekenland ·
Guinee ·
Guinee-Bissau ·
Indonesië ·
Iran ·
Ivoorkust ·
Japan ·
Kaapverdië ·
Kameroen ·
Kenia ·
Kosovo ·
Kroatië · 
Lesotho ·
Liberia ·
Libië ·
Luxemburg ·
Madagaskar ·
Malawi ·
Maleisië ·
Mali ·
Marokko ·
Mauritanië ·
Mauritius ·
Mexico ·
Mozambique ·
Namibië ·
Nederland ·
Niger ·
Nigeria ·
Noorwegen ·
Oeganda ·
Oezbekistan ·
Oman ·
Polen ·
Qatar ·
Rwanda ·
Saoedi-Arabië ·
Sierra Leone ·
Soedan ·
Swaziland ·
Tanzania ·
Togo ·
Tunesië ·
Turkije ·
Uruguay ·
Verenigde Arabische Emiraten ·
Zambia ·
Zimbabwe ·
Zuid-Afrika ·
Zuid-Korea ·
Zuid-Soedan ·
Zweden
Algerije (2019, 2) ·
Colombia (2018) ·
Denemarken (2002) ·
Engeland (2022) ·
Frankrijk (2002) ·
Japan (2018) ·
Nederland (2022) ·
Polen (2018) ·
Uruguay (2002)